# Montpitol
Montpitol is een gemeente in het Franse departement Haute-Garonne (regio Occitanie) en telt 332 inwoners (1999). De plaats maakt deel uit van het arrondissement Toulouse.

## Geografie
De oppervlakte van Montpitol bedraagt 6,0 km², de bevolkingsdichtheid is 55,3 inwoners per km².
De onderstaande kaart toont de ligging van Montpitol met de belangrijkste infrastructuur en aangrenzende gemeenten.

## Demografie
De figuur toont het verloop van het inwonertal (bron: INSEE-tellingen).